# Gentrifiering

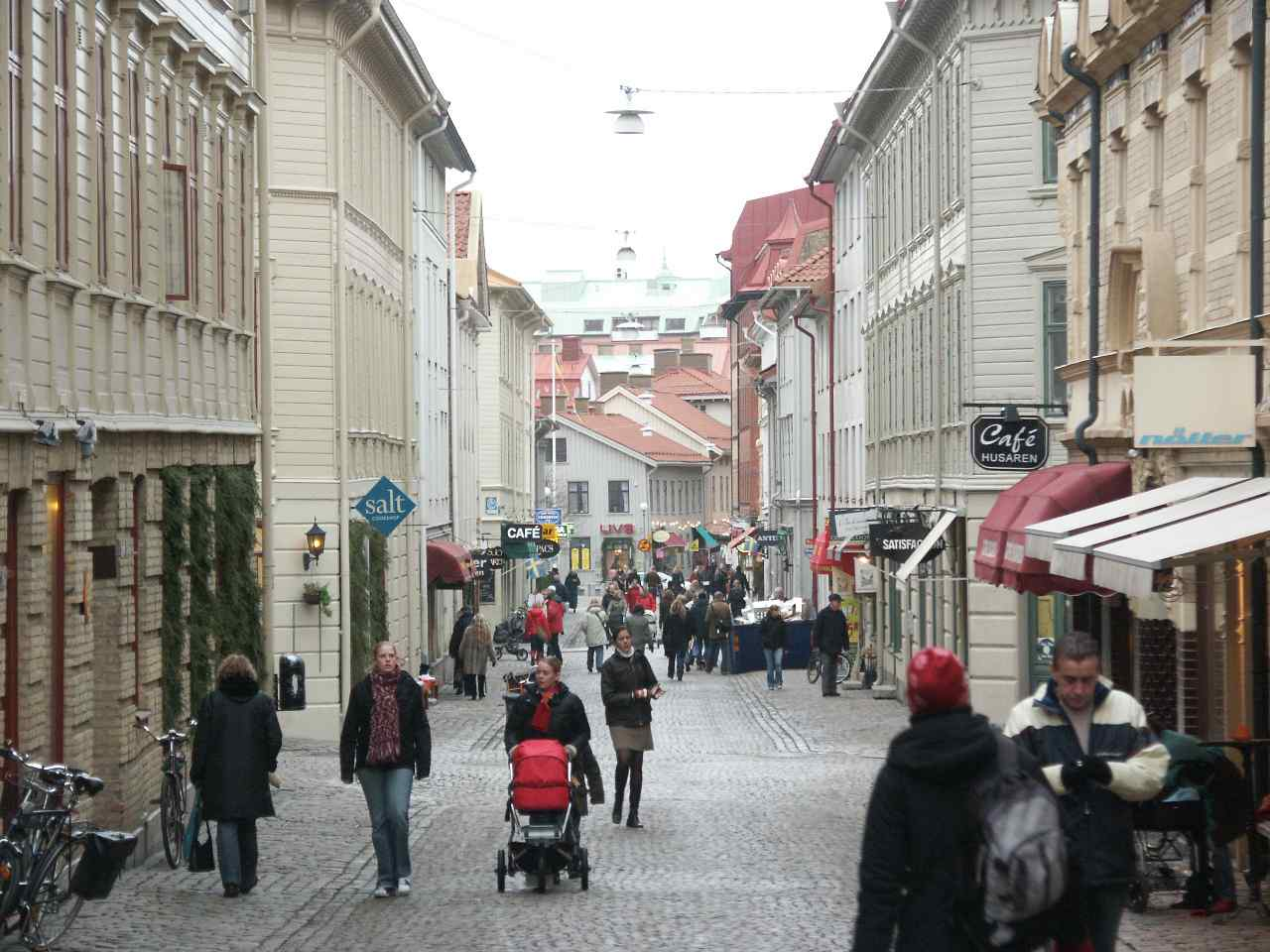
Gågatan Haga Nygata i Haga i Göteborg

Gentrifiering (av engelskans gentry, ungefär herrskapsklass) är ett begrepp inom exempelvis stadsplanering och bebyggelsehistoria som betecknar en social statushöjning av ett område. Gentrifiering sker exempelvis genom påkostade ombyggen, eller genom nyinflyttning av invånare med betydligt högre inkomster än den existerande befolkningens. Höjda hyror och kostnader medför att de boende kan få ekonomiska svårigheter att bo kvar. Begreppet myntades 1964 av Ruth Glass i hennes beskrivning av utvecklingen av några områden i centrala London på 60-talet.

## Gentrifieringsprocessen

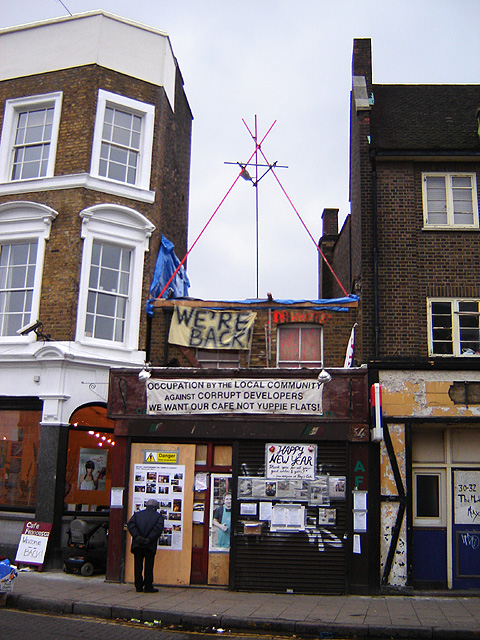
En reaktion på förändring i stadsdelen Hackney i London.

Efter att Ruth Glass 1964 hade myntat begreppet gentrifiering debatterades under en längre period vilka delar som skulle vara i fokus. Om det var följderna av ombyggnationer av olika områden eller om det skulle handla om konsekvenserna för människorna som lever och arbetar i dessa påverkade områden. Debatten slutade med att de allra flesta var eniga om att gentrifieringsprocessen måste granskas utifrån flera olika perspektiv och såväl de positiva som de negativa följderna det innefattar måste finnas i åtanke.
Gentrifieringens process har beskrivits på följande sätt:
Gentrifiering är en process som innebär att sammansättningen hos en grupp markanvändare förändras så att den nya gruppen får högre socioekonomisk ställning än den tidigare, samtidigt som den byggda miljön också förändras genom nya investeringar i fast egendom. Ju större skillnaden i socioekonomisk ställning är, desto mer påtaglig blir processen, inte minst därför att ju mäktigare de nya användarna är, desto mer markant blir den åtföljande förändringen i den byggda miljön. Det spelar ingen roll var detta sker och det spelar ingen roll när.

## Filtrering
Motsatsen till gentrifiering kallas för filtrering, eller förslumning, som är en social statussänkning av ett bostadsområde, där inflyttande individer har en svagare socioekonomisk profil än de som flyttar därifrån.

## Exempel på gentrifierade stadsdelar

### Världen
- Prenzlauer Berg i Berlin[4]
- Vesterbro i Danmark[5]
- Berghäll (Kallio) i Helsingfors[6]
- SoHo i New York[7]
- Grünerløkka i Oslo[8]

### Sverige
- Haga i Göteborg[9]
- Drömmarnas kaj i Göteborg
- Kvillebäcken i Göteborg[10]
- Söder i Jönköping[11]
- Nöden i Lund[12]
- Gamla Väster i Malmö[13]
- Möllevången i Malmö[14]
- Norra Grängesbergsgatan i Malmö[15]
- Svartbäcken i Uppsala[16]

#### Stockholm
- Aspudden[17]
- Bagarmossen[18]
- Hammarbyhöjden[19]
- Midsommarkransen[20]
- Södermalm[21]
- Telefonplan[22]